# Middle River (Minnesota)
Pour les articles homonymes, voir Middle River.
Middle River est une ville américaine située dans le Comté de Marshall, dans le Minnesota. Selon le recensement de 2010, sa population est de 303 habitants.